# 文学咖啡馆 (圣彼得堡)
文学咖啡馆（俄语：Литературное кафе）是俄罗斯圣彼得堡涅瓦大街上的历史重要的餐厅，俄罗斯文学名作家亚历山大·普希金,費奧多尔·陀思妥耶夫斯基等和他们的朋友在19世纪经常光顾。

## 历史
18世纪中叶建于俄罗斯首都圣彼得堡涅瓦大街18号的大厦在1812 - 1818年间由科托敏作为商人的公寓。在这座大厦被打开沃尔夫和北让杰糖果糕点商店《Wolff et Beranget》，被认为是圣彼得堡最好的糖果店。 1934年，又添加了一家名为“中国咖啡馆”的咖啡馆，并很快成为俄罗斯文学作家如亚历山大·普希金，米哈伊尔·莱蒙托夫，塔拉斯·舍甫琴科和費奧多尔·陀思妥耶夫斯基聚集。
1837年，普希金在这儿见了他的第二个人康斯坦丁·丹扎士，以后与乔治·丹特士進行決鬥。 1840年，陀思妥耶夫斯基被介绍给乌托邦社会主义家，米哈伊尔·彼得拉舍夫斯基。
1877年，糖果店闭店，但是在那里开了一家高级餐厅，在那里经常拜访了音乐家，比如彼得·柴可夫斯基和费多尔·夏里亚宾。据说柴可夫斯基在这里点了一杯水，是由霍乱死了。
在1858 - 2001年间，在地下开了一家二手书店，后来相当知名。 在1978 - 81年间，这座建筑经过了全面翻新。1983年，餐厅重新开放，成为Literaturnoye Kafe（文学咖啡馆）。

## 目前
文学咖啡馆占据了大楼的两层，许多俄罗斯作家的肖像挂在墙上。 在上层的一张桌子上有普希金的蜡像。根据俄罗斯的传统，诗歌吟诵晚上不时在这里举行。
俄罗斯的传统饮料不是咖啡，而是红茶。也有在茶炊的茶。